# Беспишен
Беспишен (каз. Беспішен, до 199? г. — им. Энгельса) — село в Казталовском районе Западно-Казахстанской области Казахстана. Входит в состав Теренколского сельского округа. Код КАТО — 274865200.

## Население
В 1999 году население села составляло 312 человек (165 мужчин и 147 женщин). По данным переписи 2009 года, в селе проживало 229 человек (125 мужчин и 104 женщины).

## Известные жители и уроженцы
- Аяпов, Ахат (1909 — ?) — Герой Социалистического Труда.